# Humanity (The Mad Capsule Markets)
Humanity è l'album di debutto dei The Mad Capsule Markets. Questo è l'unico album in cui Minoru Kojima, il primo chitarrista della band, ha registrato tutte le parti di chitarra.

## Tracce
1. Sanbyoukan no Jisatsu (三秒間の自殺, Three Second Suicide) – 2:27
2. Ayatsuri Ningyou (あやつり人形, Marionette) – 2:54
3. Life Game – 4:06
4. Giragira (ギラギラ, Shine) – 2:16
5. Sanbika (讃美歌, Hymn) – 3:14
6. Humanity – 3:19
7. Kanzume no Naka (カンヅメの中, In A Tin Can) – 2:28
8. Dou shiyou mo nai Hito no Uta (どうしようもない恋人の唄, Hopeless Person's Song) – 4:38
9. Dear Houkousha Tengoku no Minasama (Dear歩行者天国の皆様, Dear Street Fair Goers) – 2:15
10. La~la~la~ (Boku ga Usotsuki ni Natta Hi) (ラ・ラ・ラ (僕がウソつきになった日), La~la~la~ (The Day I Became a Liar)) – 2:15
11. Dandan (だんだん, Bit By Bit) – 4:16
12. Nijyuu byou (20秒, Twenty Seconds) – 0:20